# Тиса (езеро)
Тиса (на унгарски: Tisza-tó) е най-голямото изкуствено езеро в Унгария.

## Местоположение и данни
Езерото се намира в югоизточната част на комитата Хевеш на границата с комитатите Боршод-Абауй-Земплен, Хайду-Бихар и Яс-Надкун-Солнок. Езерото е изкопано през 1973 г., има дължина от 27 km и площ от над 127 km². Средната му дълбочина е 1,3 m. Най-дълбоката му точка е 17 m. В езерото се намират много острови с обща площ от 43 km².

## Туризъм
Първоначално езерото привлича най-вече унгарски туристи, тъй като предлага по-евтина алтернатива на езерото Балатон. Около езерото са създадени къмпинги, хотели и открити басейни. В заобикалящите го региони се развива селски туризъм. Там се намира и природен резерват за птици.
|  | Тази страница частично или изцяло представлява превод на страницата Theiß-See в Уикипедия на немски. Оригиналният текст, както и този превод, са защитени от Лиценза „Криейтив Комънс – Признание – Споделяне на споделеното“, а за съдържание, създадено преди юни 2009 година – от Лиценза за свободна документация на ГНУ. Прегледайте историята на редакциите на оригиналната страница, както и на преводната страница, за да видите списъка на съавторите. ВАЖНО: Този шаблон се отнася единствено до авторските права върху съдържанието на статията. Добавянето му не отменя изискването да се посочват конкретни източници на твърденията, които да бъдат благонадеждни. |